# رياح التغيير (أغنية)
رياح التغيير أو ريح التغيير بالإنجليزية «ويند أوف شينج» Wind of Change، هي أغنية عالمية ناجحة لفرقة «سكوربينز» الألمانية، تم أدائها باللغتين الإنجليزية والروسية تحت عنوان "Ветер перемен"،
وكان أول أداء للأغنية بموسكو سنة 1989. كاستشعار فني برياح التغيير القادمة إلى ألمانيا وأروبا الشرقية بين المعسكرين الشرقي والغربي في الحرب الباردة.
وقد تم تسجيل النسخة الإنجليزية التي أكسبت الأغنية صيتا عالميا، مباشرة بعد سقوط جدار برلين، ونهاية الحرب الباردة بين المعسكرين الشرقي والغربي. ضمن ألبوم «كريزي ورلد (عالم مجنون)».

## الخلفية وكلمات الأغنية
بدأت «ويند اوف تشينج» رحلتها الظافرة في موسكو خلال مهرجان للروك في شهر غشت 1989، أما كتابة كلمات الأغنية فقد تم استلهامها أثناء زيارة للفريق إلى موسكو، وهي من تدوين «كلاوس ماينه»، وتشير في مطلعها إلى معالم نهاية الحرب الباردة بين المعسكرين الشرقي والغربي.
وتتحدث عن الأمل في نهاية هذا الصراع الطويل والمرير، الذي يصطلح عليه في المراجع التاريخية بالحرب الباردة، والظروف المتوترة التي نشأت في العالم بسبب هذه الحرب، المضنية والطويلة الأمد.
I follow the Moskva
Down to Gorky Park
Listening to the wind of change
أتابع نهر موسكفا
وصولا إلى حديقة «غوركي»
منصتا إلى رياح التغيير

## الأداء
تبدأ أغنية «رياح التغيير» بمقدمة قيتارية منفردة ل«ماتياس الأبر»، جنبا إلى جنب مع صافرة هادئة ومنسجمة ل كلاوس ماينه، وهو كاتب كلمات الأغنية، ثم تنطلق الأغنية بمطلع: متابعا نهر موسكفا، إلى حديقة غوركي، منصتا إلى رياحي التغيير..

## الجوائز والترتيب

النسخة الروسية لأغنية "رياح التغيير" للسكوربيونز.

يعتبر الألبوم من أنجح الألبومات الموسيقية على المستوى العالمي، وأكثرها مبيعا، فقد سجلت الأغنية «رياح التغيير» ضمن الألبوم في قائمة «الأكثر مبيعا» عبر تاريخ سجل الأغاني الغربية. وقد سجلت مبيعات «السكوربينز» من الأغنية حوالي 14 مليون نسخة، محتلة المرتبة التاسعة ضمن القائمة.
وفي العام 1991، حصلت أغنية «رياح التغيير» على الرتبة 4، ضمن قائمة الترتيب الأسبوعي للأغاني في الولايات المتحدة بمجلة بيلبورد هوت 100.
في العام 2005، اختار مشاهدي شبكة التلفزيون الألماني "ZDF" الأغنية كأغنية القرن. حيث كانت هي الأكثر مبيعا في ألمانيا عبر كل تاريخ سجل الأغاني، حيث تم بيع أكثر من 6 ملايين نسخة في ألمانيا وحدها، وكثيرا ما تم تقديم صور ولقطات فيديو سقوط جدار برلين مرفوقة بألحان الأغنية على القنوات الألمانية، وقد أصبح مطلع الأغنية كرمز يذكّر بإعادة توحيد ألمانيا، ورسالة الأمل من أجل غد أفضل.